# بخش کین (شهرستان کوشوکتون، اوهایو)
بخش کین (به انگلیسی: Keene Township) یک منطقهٔ مسکونی در ایالات متحده آمریکا است که در شهرستان کوشاکتن، اوهایو واقع شده‌است.
 بخش کین ۶۲٫۱ کیلومتر مربع مساحت و ۱٬۶۹۰ نفر جمعیت دارد و ۲۸۵ متر بالاتر از سطح دریا واقع شده‌است.